# Chinavita
Chinavita è un comune della Colombia facente parte del dipartimento di Boyacá.
Il centro abitato venne fondato da José Joaquín Ramirez nel 1822.